# Jessica Lucas
Jessica Lucas (24 september 1985) is een Canadees actrice.
Lucas begon met acteren op zevenjarige leeftijd en verscheen in verscheidene musicals. In 2001 kreeg ze een terugkerende rol in de Canadese televisieserie Edgemont. Na een rol in de kortdurende tienerdrama Life As We Know It, kreeg ze in 2007 een terugkerende rol in CSI: Crime Scene Investigation.
Lucas maakte in 2008 een comeback, met de terugkerende rol van Kimberly in het tienerdrama 90210. In 2009 werd ze toegevoegd aan de cast van Melrose Place, waarin ze de rol van Riley Richmond vertolkt.

## Filmografie
Televisieseries:
- Seven Days - als Rita (Afl. The Backstepper's Apprentice, 2000)
- The Sausage Factory - als Haley (Afl. Dances with Squirrels, 2001)
- 2030 CE - als Jakki Kaan (6 afleveringen, 2002-2003)
- Romeo! - als Jessica (Afl. Slam Dunk, 2003)
- The L Word - als Roxanne (Afl. Losing It, 2004)
- Life As We Know It - als Sue Miller (13 afleveringen, 2004-2005)
- Edgemont - als Bekka Lawrence (47 afleveringen, 2001-2005)
- Secrets of a Small Town (Afl. Pilot, 2006)
- CSI Crime Scene Investigation - als Ronnie Lake (4 afleveringen, 2007)
- 90210 - als Kimberly McIntyre (4 afleveringen, 2008)
- Melrose Place - als Riley Richmond (18 afleveringen 2009-2010)
- Friends with Benefits - als Riley Elliott (13 afleveringen, 2011)
- Psych - als Lilly Jenkins (Afl. Last Night Gus, 2011)
- Cult - als Skye Yarrow (13 afleveringen, 2013)
- Gracepoint - als Renee Clemons (9 afleveringen, 2014)
- Gotham - als Tabitha Galavan (2015-2019)

Televisiefilms:
- Halloweentown II: Kalabar's Revenge - als Vampier Meisje (2001)
- Damaged Care - als Tasha Peeno (2002)
- Split Decision - als Heather Faustino (2006)

Films:
- She's the Man - als Yvonne (2006)
- The Covenant - als Kate Tunney (2006)
- Cloverfield - als Lily Ford (2008)
- Amusement - als Lisa (2008)
- Big Mommas: Like Father, Like Son - als Haley Robinson (2011)
- Evil Dead - als Olivia (2013)
- That Awkward Moment - als Vera (2014)
- Pompeii - als Ariadne (2014)